# Trapa quadrispinosa
Trapa quadrispinosa là một loài thực vật có hoa trong họ Lythraceae. Loài này được Roxb. miêu tả khoa học đầu tiên năm 1814.